# Іді (Пенсільванія)
Іді (англ. Edie) — переписна місцевість (CDP) в США, в окрузі Сомерсет штату Пенсільванія. Населення — 77 осіб (2020).

## Географія
Іді розташоване за координатами 40°5′11″ пн. ш. 79°7′40″ зх. д. / 40.08639° пн. ш. 79.12778° зх. д. (40.086322, -79.127898).  За даними Бюро перепису населення США в 2010 році переписна місцевість мала площу 1,46 км², уся площа — суходіл.

## Демографія
Згідно з переписом 2010 року, у переписній місцевості мешкали 83 особи в 37 домогосподарствах у складі 26 родин. Густота населення становила 57 осіб/км².  Було 37 помешкань (25/км²).
Расовий склад населення:
| - 100,0 % — білих |

До двох чи більше рас належало 0,0 %. Частка іспаномовних становила 0,0 % від усіх жителів.
За віковим діапазоном населення розподілялося таким чином: 19,3 % — особи молодші 18 років, 61,4 % — особи у віці 18—64 років, 19,3 % — особи у віці 65 років та старші. Медіана віку мешканця становила 53,2 року. На 100 осіб жіночої статі у переписній місцевості припадало 84,4 чоловіків;  на 100 жінок у віці від 18 років та старших — 97,1 чоловіків також старших 18 років.
Середній дохід на одне домашнє господарство  становив 88 408 доларів США (медіана — 96 250), а середній дохід на одну сім'ю — 88 055 доларів (медіана — 95 417). 
Цивільне працевлаштоване населення становило 35 осіб. Основні галузі зайнятості: освіта, охорона здоров'я та соціальна допомога — 31,4 %, транспорт — 22,9 %, виробництво — 14,3 %, фінанси, страхування та нерухомість — 8,6 %.